# Øcity Bypark
Øcity Bypark er en park i Ørestad på ca. 7 hektar.
I modsætning til den omgivende funktionalisme er parken præget af runde og organiske former, bl.a. ved at man har valgt at etablere 8 store og 10-12 mindre "øer", hvoraf de største er op til 2 meter høje. Hver af de større øer har egne navne som passer til netop denne ø's formål. F.eks. kan børn på Familieøen lære at køre på cykel.
Bag udformningen står arkitektfirmaet Mutopia i samarbejde med GHB Landskab.
Parken åbnede officielt 20. juni 2008.